# Alien Nation: Dark Horizon
Alien Nation: Dark Horizon è un  film per la televisione del 1994 diretto da Kenneth Johnson. È una storia di ambientazione fantascientifica ed è il secondo di 6 film per la televisione derivante dalla serie televisiva Alien Nation.

## Trama
Il film è la continuazione dell'ultimo episodio della serie. Si racconta la storia di Susan e sua figlia Emily, vittime di un virus che non era destinato a loro, al contempo si segue un alieno, Ahpossno, che giunto sulla Terra cerca altri suoi simili per sottometterli.